# Telecinco
Telecinco, conocido en sus orígenes como Tele 5 (T5), es un canal de televisión español en abierto de carácter privado, operado por Mediaset España. Desde 2004 a 2008 fue líder de audiencia en España, pero La 1 lo superó hasta 2011. En 2012 ocupó nuevamente el liderazgo hasta el 2021. En el 2022 perdió el liderazgo esta vez a favor de Antena 3 por primera vez. Su sede central se encuentra ubicada en el barrio madrileño de Fuencarral, en lo que antiguamente fueron los Estudios Roma.
La cadena se formó el 10 de marzo de 1989 y al mismo tiempo comenzó sus transmisiones de prueba. Más tarde, el año siguiente, el 3 de marzo de 1990, abrió sus transmisiones con una gala inaugural. Un día después comenzó su programación regular y se convirtió en la segunda cadena privada en transmitir para toda España. A raíz de su lanzamiento, se convirtió en la emisora comercial con más cuota de pantalla y la segunda, por detrás de Televisión Española, en el ranking general. En cuanto a su imagen corporativa, a lo largo de su historia, Telecinco ha contado con distintas marcas e identificativos. A pesar de que el canal comenzó a emitir bajo el nombre Tele 5, no fue hasta 1997, cuando se hizo una mayor énfasis en la estructura corporativa y adoptaron su denominación actual.
A partir de los años 2000 y bajo la gestión de Paolo Vasile, la programación del canal giró en torno a la telerrealidad y prensa rosa. Desde entonces, Telecinco obtuvo una mala imagen por parte de la sociedad que a pesar de la audiencia y popularidad de sus formatos, la situaron como una de las televisiones más criticadas por la emisión de la llamada «telebasura» y la segunda que más veces vulneró el Código de Autorregulación sobre Contenidos Televisivos e Infancia. A raíz de estos programas, el primer canal de Mediaset recibió varias condenas judiciales debido a sus espacios acusados de vulgaridad argumental y falta de decencia, mientras que, a mediados de 2008, fue Telecinco el que interpuso varias demandas contra empresas que utilizaron su imagen para la difusión de sus contenidos en otros medios.
Desde enero de 2011, el grupo de comunicación Mediaset España pasó a gestionar un total de seis canales de televisión en abierto —Cuatro, Factoría de Ficción, Boing, Divinity y Energy— de acuerdo con el proyecto de fusión entre dicha sociedad y Grupo Prisa, en diciembre de 2009. Con esta unión de empresas, Mediaset se convirtió en la mayor compañía audiovisual del país por cuota de audiencia. En abril de 2016 se anuncia Be Mad, siendo un total de siete canales de televisión en abierto gestionadas por Mediaset España.

## Historia

### Concesión de licencias

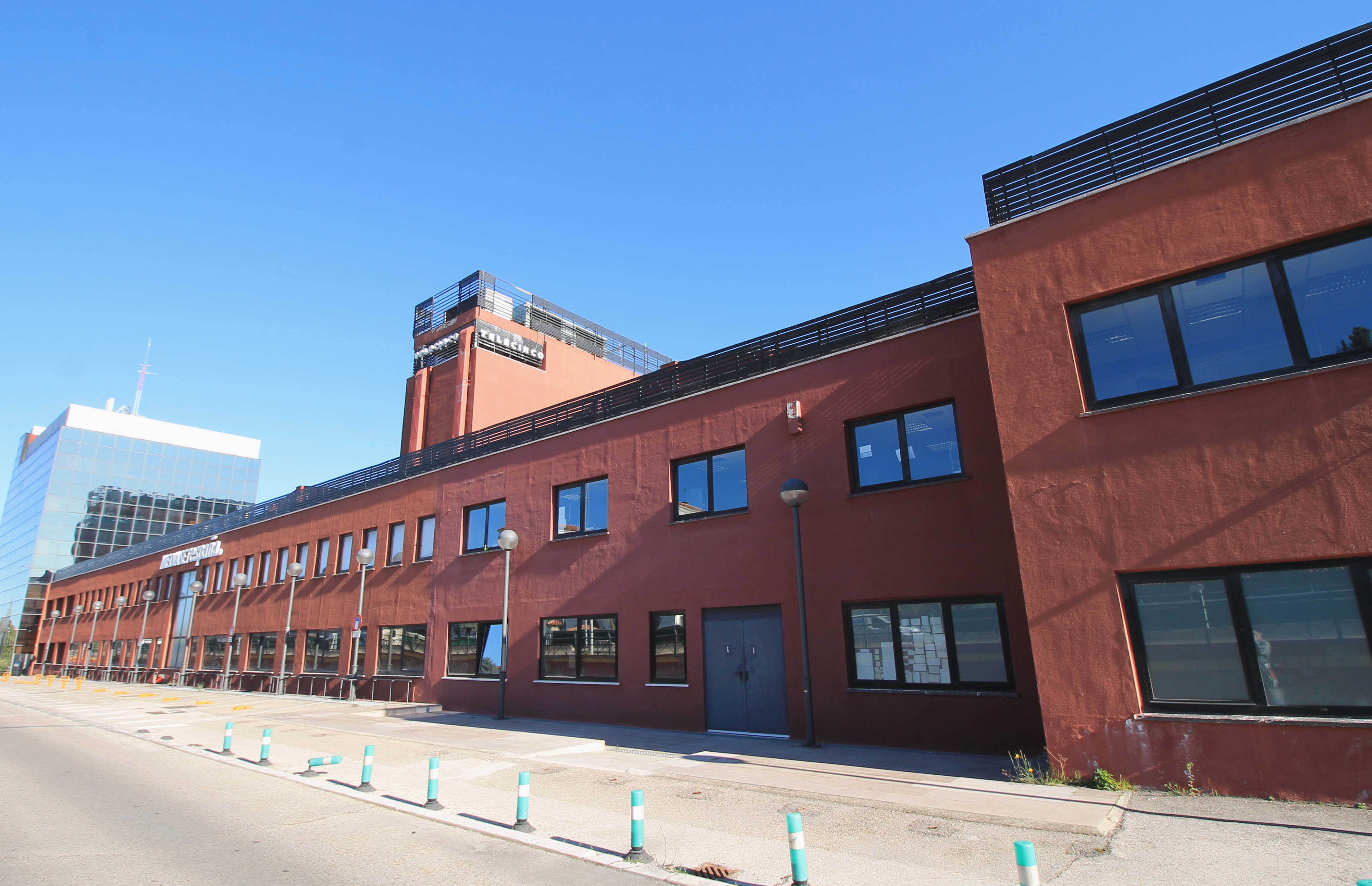
Sede de Mediaset.

El 4 de abril de 1986, el Consejo de Ministros aprobó la televisión privada en España y el 14 de marzo de 1988, se firmó la Ley 10/1988 de Televisión Privada. Posteriormente, en mayo del mismo año, el Gobierno de Felipe González aprobó dicha Ley, y el 25 de enero de 1989 tuvo lugar el concurso por el que se conceden las tres nuevas licencias para operadoras privadas de televisión, entre ellas Gestevisión Telecinco, Atresmedia y Sogecable, dos para emitir en abierto y otra para efectuar emisiones en codificado. Los permisos se otorgaron por diez años renovables, y la exigencia mínima de programación era de cuatro horas diarias y treinta y dos semanales. Además, se establecía la obligación de emitir una pequeña parte de su programación de manera diferenciada entre regiones.
Al amparo de esta Ley, se creó la sociedad Gestevisión Telecinco, S. A. con un capital social de 12 000 millones de pesetas y la siguiente composición en su accionariado: Fininvest, Organización Nacional de Ciegos Españoles (ONCE) y Grupo Anaya con el 25% de participación cada uno, mientras que Juan Fernández Montreal, de Chocolates Trapa y Ángel Medrano, empresario del sector turístico, con un diez y quince por ciento respectivamente. Finalmente, el 25 de agosto de 1989, el Gobierno de España resolvió en el Consejo de Ministros entregar las tres licencias de televisión, entre ellas, a Telecinco. De esta manera, Univisión Canal 1 y Canal C, se quedaron fuera del concurso.

### Nombramientos e inauguración de Tele 5
Miguel Durán, director de la ONCE, fue nombrado presidente ejecutivo de la cadena y Valerio Lazarov, hasta entonces responsable del italiano Canale Cinque (propiedad de Silvio Berlusconi) director general, siendo este el encargado de poner en marcha el funcionamiento de la cadena, para lo que contó con la ayuda de José Miguel Azpíroz, a quien nombró director de Producción Propia. Tele 5 se convirtió en la segunda televisión privada española en transmitir a nivel nacional; las transmisiones de prueba se realizaron por primera vez el 10 de marzo de 1989, y más tarde, el año siguiente, el lanzamiento oficial tuvo lugar el 3 de marzo de 1990, a las 20:00, con la emisión de la gala inaugural ¡Por fin juntos!, que fue presentada por Victoria Abril y Miguel Bosé del Teatro Lope de Vega de Madrid. Posteriormente, se proyectó la película En busca del arca perdida y un combate de boxeo. En cuanto a las primeras conexiones, estas solo se realizaban para Madrid y Barcelona, mientras su horario de programación se limitaba a la tarde/noche, sin embargo, al tiempo de un año ya cubría toda la península. En Canarias las emisiones de Telecinco llegarían en enero de 1991.

### La etapa de Lazarov: El comienzo (1990-1993)
Con la dirección de Lazarov, la primera etapa de Tele 5 se inspiró en el modelo programático y estético de la Cinque italiana. Bajo el eslogan «Tu pantalla amiga», ofrecía una programación generalista basada, sobre todo, en el entretenimiento. Los géneros predominantes en sus primeros años de emisión fueron los espacios de humor, variedades y concursos: VIP, Tutti Frutti, Su media naranja, Telecupón, Humor amarillo, Entre platos anda el juego, Goles son amores o Queridos padres. Entre estos, varios formatos pseudoeróticos como Bellezas al agua, Contacto con tacto o ¡Ay, qué calor! y los ballets de vedettes femeninas; Las chicas Chin-chin, Cacao Maravillao o Las Mama Chicho que se convirtieron en un icono de la cadena.
Debido al seguimiento de su línea editorial de televisión familiar, a mediados de 1990 su estructura de programación se reforzó con espacios contenedores por la mañana, mediodía y tarde los cuales estuvieron presentados por Leticia Sabater, Miliki y Rita Irasema. Otros géneros característicos de su primera etapa fueron trasmitir lucha libre y apostar por una serie de animación, Campeones, en horario de access prime-time. Después llegaron formatos para el público juvenil como La quinta marcha y Hablando se entiende la basca, ambos programas conducidos por Jesús Vázquez, y en noviembre del mismo año comenzó la emisión de su primera gran apuesta por una serie internacional de estreno, Twin Peaks y Sensación de vivir.
Con una clara apuesta por el entretenimiento, en sus primeros años los informativos Entre hoy y mañana quedaban relegados a una emisión diaria de quince minutos, en horario de madrugada. Con esta fórmula de programación, Tele 5 logró una rápida popularidad e incremento de la audiencia, pasando de una cuota de pantalla del 6,5 % de media en 1990 al 20,8 % de 1992. De este modo se convertía en la cadena privada con más recepción de España y la segunda, por detrás de TVE 1, en el ranking general de audiencia. Esta programación se completaba con espacios cinematográficos y series clásicas norteamericanas como Los ángeles de Charlie o Vacaciones en el mar.

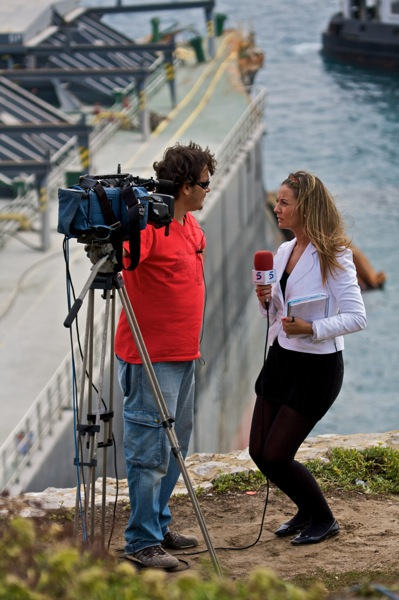
Equipo de reporteros de Telecinco en Punta Europa (Gibraltar) en octubre de 2008.

### La etapa de Carlotti: La consolidación (1994-1999)
A partir de 1993 la fórmula de Lazarov empezó a sufrir un importante desgaste, siendo desbancada en los porcentajes de audiencia por su competidora directa Antena 3, quien le arrebató también varios de sus presentadores estrella «a golpe de talonario». Además, las fuertes pérdidas económicas abrieron un proceso de crisis institucional marcado por la salida de la ONCE del accionariado del canal y la sustitución —en diciembre de 1993— de Lazarov por Maurizio Carlotti, el cual llegó con el objetivo de remontar los malos datos económicos, de imagen y de audiencia de la cadena. Una de las primeras medidas que emprendió el directivo, fue aplicar drásticos recortes en gastos con el despido del 40 % de la plantilla, lo que provocó la primera huelga de televisión privada en España.
En 1995 se incorporó a la cadena Mikel Lejarza, primero como director de producción y posteriormente como máximo responsable de contenidos. Con Lejarza y Carlotti, Tele 5 inició una importante renovación de contenidos, apostando por formatos innovadores en España, algunos de los cuales fueron considerados fenómenos televisivos como ¡Qué me dices!, Caiga quien caiga o Esta noche cruzamos el Mississippi, el primer late night show de la televisión nacional. También en el mismo año el canal logró su primer gran éxito con una serie de producción propia: Médico de familia. La dramedia mantuvo una media de siete millones de espectadores y una cuota de pantalla del 43,6 % durante sus nueve temporadas, por lo que se convirtió en la segunda ficción del país más vista de la historia. A raíz del éxito de esta ficción, Tele 5 inició a finales de los años 1990, y principios de 2000, una importante apuesta por series de producción propia, destacando los buenos resultados de crítica y audiencia cosechados por El súper, Al salir de clase, Periodistas, 7 vidas, El comisario, Hospital Central o Los Serrano. En cuanto a ficción extranjera, fueron estrenadas series como Expediente X o Ally McBeal.
Durante esa época también se registraron cambios institucionales: tras la salida de la ONCE, en 1996 se incorporó al accionariado de la empresa el Grupo Correo —actual Vocento—, y se eligió a Alejandro Echevarría como presidente de Gestevisión Telecinco en lugar de Miguel Durán. En septiembre del mismo año, Tele 5, con el objetivo de conseguir el liderazgo de audiencia en la franja matinal, fichó a María Teresa Campos que se puso al frente del magacín Día a día. La periodista se ganaría el apelativo popular de «reina de las mañanas», al mantener su espacio como el más visto a lo largo de sus ocho temporadas con una media del 25,9% de cuota.
Tras una campaña de renovación de imagen, en 1997, Tele 5 estrenó nueva identidad corporativa, deshaciéndose del logotipo característico de Canale 5 para ofrecer una imagen más dinámica. Paralelamente, se apostó por ampliar y potenciar los espacios informativos, y se llevó a cabo la inauguración de la redacción digital de Informativos Telecinco, la puesta en marcha de La mirada crítica y la creación de Agencia Atlas. Por otro lado, Javier Sardà sustituyó en la franja de madrugada a Pepe Navarro con otro espacio histórico de la cadena, Crónicas marcianas, un late show que se mantuvo como líder de audiencia en sus ocho temporadas en antena. Un año después, en julio de 1998, comenzó la emisión de El informal, el primer formato de repaso humorístico que fue presentado por Javier Capitán y Florentino Fernández durante cuatro años.

### La etapa de Vasile: Liderazgo (1999-2022)

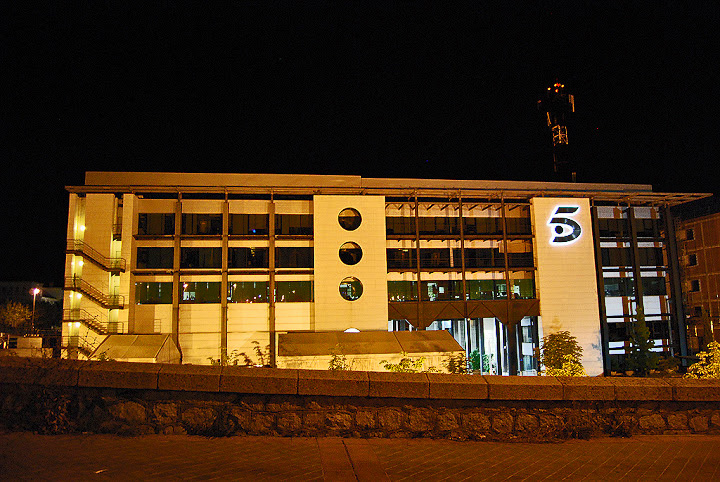
Fachada principal de los estudios centrales de Telecinco en Fuencarral, Madrid. Tomada el 1 de julio de 2012.

En marzo de 1999, Maurizio Carlotti fue nombrado vicepresidente de la cadena, además, este era CEO de Mediaset y se encargaba de coordinar el proceso de creación de un holding europeo entre la compañía italiana y Kirch. Para sustituirle en el cargo se nombró a Paolo Vasile, quien desde septiembre de 1998 ejercía como consejero delegado adjunto. Estos nombramientos se completaron con la designación de Alessandro Salem como consejero de Publiespaña, la compañía que gestiona la oferta comercial del canal.
Durante el periodo de Paolo Vasile, se puso en marcha el proyecto solidario «12 meses, 12 causas», las emisiones a través de la televisión digital terrestre, la adquisición de los derechos de retransmisión de la Fórmula 1, la entrada de Gestevisión Telecinco en el mercado de valores en el 2004, la inauguración del Centro de Control de la cadena, el inicio el 30 de noviembre de 2005 de las emisiones de su oferta en TDT, la adquisición del 15 % de la productora Miramón Mendi y el 75 % de Endemol, la reestructuración de los canales temáticos, el liderazgo de Telecinco durante nueve años consecutivos en televisión, la implantación del sistema de pauta única publicitaria en todos los canales del grupo, la polémica sobre el cierre de CNN+ y el posterior nacimiento de un canal de telerrealidad en la misma frecuencia.
En 2009, Mediaset España —el grupo que opera este canal—, Grupo Prisa —el grupo que gestionaba Cuatro— y su filial Sogecable, presentaron ante la Comisión Nacional de la Competencia un acuerdo de fusión para integrar sus operaciones de televisión en abierto. Asimismo, Telecinco adquirió, mediante un canje de acciones en Prisa TV, una participación del 22 % en la antigua plataforma de pago Digital+. Una vez culminada la fusión de Gestevisión Telecinco y Sogecuatro, Mediaset España —anteriormente llamado Gestevisión Telecinco— pasó a tener un total de ocho canales en TDT siendo Telecinco, Cuatro, La Siete, Factoría de Ficción, Boing, Divinity, Energy y Nueve, además de Telecinco HD y Cuatro HD, las señales en alta definición de las principales cadenas generalistas del grupo.
El 6 de mayo de 2014, La Siete y Nueve cesaron sus emisiones en abierto como consecuencia de una sentencia del Tribunal Supremo de Justicia, que anuló las concesiones de emisión TDT para nueve canales por haber sido otorgadas sin el preceptivo concurso público que rige la Ley General de Comunicación Audiovisual. Luego, en 2016, llegaría Be Mad tras un nuevo reparto de licencias.
El liderazgo indiscutible de la cadena entre 2012 (año en que le arrebata ese honor a La 1) y 2021, comenzó a pergeñarse en la primera década del siglo, cuando Telecinco consigue hacerse con algunos de los mejores activos de su principal rival, Antena 3: En 2005 ficha a Ana Rosa Quintana, quien con su El programa de Ana Rosa consigue para la cadena el favor mayoritario de los telespectadores durante los siguientes 18 años consecutivos en la franja horaria matinal; un año después tras la adquisición de una parte del accionariado de Miramon Mendi arrebata a su rival la sitcom Aquí no hay quien viva, que rebautiza como La que se avecina; finalmente, en 2007 adquiere los derechos de emisión del buque insignia de los concursos en España, Pasapalabra, que le garantiza el liderazgo en el access-prime time durante 12 años.
Por otro lado, con la llegada del siglo XXI, la programación de Telecinco giró en buena parte alrededor de la telerrealidad española, gracias a espacios como Gran Hermano, que pasaría a ser un clásico en la televisión y que llevaría al canal a la segunda plaza en sus audiencias anuales y otros similares como Supervivientes u Operación Triunfo, donde se realizan un seguimiento de 24 horas diarias a los concursantes, material que es empleado para la realización de resúmenes y debates en diferentes espacios de la cadena. 
En paralelo, se emprendió un modelo de programación asociado a la crónica social, abordada con no pocas dosis de sarcasmo y agresividad. El primer exponente de esta tendencia fue el espacio Salsa rosa, más tarde llegó Aquí hay tomate, y tuvo su colofón en Sálvame, ambos formatos de la productora La Fábrica de la Tele. A lo largo de la década de 2010 se derivó a una estructura de parrilla calificada como endogámica, y con bajo coste económico para la cadena, con sucesivos magazines de larga duración emitidos en directo y cuyos contenidos se retroalimentaban mutuamente. De forma que el tema tratado en los programas de mañana se replicaba en el vespertino y tenía su continuidad al día siguiente. Con frecuencia con cuestiones generadas en torno a personajes populares salidos de sus propios Reality Shows y cuya fama no es otra que la creada en esta dinámica por la propia Cadena. Es lo que dieron en llamar Universo Mediaset, término ya ampliamente utilizado en Italia.
Sin embargo, hacia el final de la década el modelo comenzó a dar síntomas de agotamiento que fueron minando la fidelidad de la audiencia. Se han esgrimido como posibles causas del desplome, entre otras, la pérdida de los derechos de emisión de Pasapalabra; el tratamiento con en el que se abordaron en algunos programas los sucesos narrados en la docu-serie Rocío, contar la verdad para seguir viva, que polarizó a la audiencia; el caso de abusos sexuales a una concursante de Gran Hermano; o la manifestación pública y rotunda del posicionamiento político de alguno de sus rostros más conocidos (Jorge Javier Vázquez llegando a manifestar en directo que Sálvame era un programa de rojos y maricones).
Desde septiembre de 2021, Antena 3 se hizo con el liderazgo de audiencia. La era Vasile terminaba pocos meses después, con los nombramientos de primero Borja Prado y luego Alessandro Salem, Massimo Mussolino y Stefano Sala.

### La etapa Salem: Nuevos tiempos (2023-presente)
La designación en abril de 2022 de Borja Prado como nuevo Presidente de Mediaset España –y por ende, de Telecinco– en sustitución de Alejandro Echevarría Busquet (tras 16 años en el cargo) no hacía sino anticipar la llegada de nuevos tiempos a la cadena. La continuación fue la salida de Paolo Vasile y su relevo por Alessandro Salem en noviembre de ese mismo año así como la asunción por parte del Presidente de unas competencias ejecutivas que no tuvo su predecesor, aunque le serían retirados un año más tarde. Ante una declive continuado de la audiencia, el objetivo declarado del nuevo equipo se centró en la recuperación de telespectadores, lo que pasaría por una profunda remodelación de contenidos.
Tras una etapa de más de quince años con una programación centrada en la crónica social, se prefirió un modelo de televisión respetuosa, familiar y amable en palabras de Salem. Se comenzó con el establecimiento de unas normas de conducta o código ético en virtud del cual se prohibió verter opiniones políticas a presentadores de programas de entretenimiento, emitir críticas sobre otros programas de la cadena y aludir a ciertas celebrities como Kiko Rivera, Rocío Carrasco, Bárbara Rey o José Ortega Cano. Además, se continuó con una apuesta clara por los concursos en la franja de tarde, en detrimento del tiempo dedicado a noticias del corazón. Esa nueva perspectiva tuvo su colofón en mayo de 2023 con el final del reconocido como buque insignia de la cadena durante catorce años, el programa Sálvame, así como su derivado nocturno, el Deluxe.
En esta nueva etapa, se abrieron a todas las productoras, no solo a las propias. Por ejemplo, se anunció la vuelta de ¡Allá tú! (Gestmusic) y Me resbala (Shine Iberia). Igualmente, con el inicio de la temporada 2023-2024, se completó la remodelación con el final del El programa de Ana Rosa tras 18 años, siendo tanto este como Ya es mediodía relevados por dos nuevos programas: La mirada crítica y Vamos a ver, presentados por Ana Terradillos y Joaquín Prat, respectivamente, y producidos ambos por Unicorn Content, la productora de Ana Rosa Quintana, quien presentaría por las tardes su nuevo programa llamado TardeAR.
También en esta nueva etapa se retomaron relaciones con organismos con los que hubo discrepancias con la anterior directiva. Por ejemplo, se anunció su retorno al FesTVal de Vitoria. Durante el festival, se anunció que Informativos Telecinco tendría una nueva imagen y plató después de 18 años. De hecho, el 20 de octubre de 2023 se anunció el fichaje de Francisco Moreno García como nuevo director de Informativos de Mediaset España para liderar la reestructuración de Informativos Telecinco. Además, un mes después, el 20 de noviembre de 2023, Mediaset anunció el fichaje de Carlos Franganillo para presentar desde enero de 2024 la edición de prime time de Informativos Telecinco tras la jubilación de Pedro Piqueras.
El 5 de diciembre de 2023, Mediaset hizo pública su decisión de desvincularse de La Fábrica de la Tele. Así, Socialité continuaría con Fénix Media Audiovisual como nueva productora y con María Verdoy como nueva presentadora, ya que el 15 de diciembre se había anunciado la marcha de la cadena de María Patiño y Núria Marín. Igualmente, aunque no sea de Telecinco, Todo es mentira también pasaría a ser producido por Vodevil TV después de cinco años con La Fábrica de la Tele.
El 19 de diciembre de 2023, Borja Prado dimitió como Presidente de Mediaset España. Esta decisión sería efectiva el 31 de diciembre de 2023.
En abril de 2024, se confirmó la vuelta de Gran Hermano con su decimonovena edición. Igualmente, el 8 de mayo de 2024, siguiendo la política de retomar relaciones con organismos con los que hubo discrepancias con la anterior directiva, se hizo público que Mediaset España volvería a la Unión de Televisiones Comerciales en Abierto (UTECA) cinco años después de su salida.
En mayo de 2024, se anunció que Cristina Garmendia sería la presidenta de Mediaset España y, por ende, de Telecinco. En ese mismo mes se supo de la salida de otro directivo: Manuel Villanueva, que se haría efectiva en diciembre de 2024.
Debido a los discretos resultados de audiencia de los programas Así es la vida y TardeAR, la cadena encargó a la productora Boomerang TV El diario de Jorge, un talk show de testimonios presentado por Jorge Javier Vázquez, que volvería a las tardes un año después del final de Sálvame. Esta medida provocó la cancelación del primer espacio mencionado y el recorte del horario del programa conducido por Ana Rosa Quintana.
Durante la temporada televisiva 2023/2024, Telecinco perdió el liderazgo de las mañanas tras 27 años siendo líderes interrumpidamente con María Teresa Campos y Ana Rosa Quintana, saliendo beneficiada Antena 3. Meses después, concretamente el 2 de septiembre de 2024, se estrenó un nuevo logotipo y una nueva imagen de continuidad.
El 22 de octubre de 2024, siguiendo la política de retomar relaciones con organismos con los que hubo discrepancias con la anterior directiva, se hizo público que Mediaset España y la Academia de las Ciencias y las Artes de Televisión de España volverían a colaborar después de 10 años. Por lo tanto, volverían a los Premios de la Academia.
El 29 de octubre, se anunció que Alberto Carullo sería el nuevo director de contenidos de Mediaset a partir de enero de 2025. Este hecho significó su vuelta a la cadena, ya que anteriormente había ocupado el cargo de director de antena de Telecinco, concretamente entre los años 2002 y 2008.
El 22 de enero de 2025, debido las bajas audiencias por las mañanas y por las tardes, Ana Rosa Quintana y Telecinco anunciaron el regreso de El programa de Ana Rosa a las mañanas a partir del 3 de febrero de 2025. Ese mismo día, la cadena confirmó que tanto La mirada crítica como Vamos a ver seguirían con cambios, emitiéndose el primero de 8:00 a 9:00 y el segundo, de 12:15 a 15:00, ya que Ana Rosa iría en medio. Tardear, por su parte, continuaría por la tarde con Frank Blanco y Verónica Dulanto. Asimismo, desde el 24 de febrero de 2025, la cadena decidió intercambiar los horarios de El diario de Jorge y Tardear para así intentar mejorar la audiencia, emitiendo el magacín de 15:50 a 18:30 y el programa de testimonios, de 18:30 a 20:00.
En marzo de 2025, Telecinco cumplió 35 años y, en ese mismo mes, Telecinco y David Cantero anunciaron la marcha de este último de la cadena después de permanecer 15 años en ella. Igualmente, en junio de 2025, emitió la Copa Mundial de Clubes de la FIFA. La cadena principal de Mediaset cerró el curso 2024/2025  con un 9,7%, siendo la peor temporada de toda su historia y la primera vez que quedaba en tercera posición a lo largo de toda una temporada televisiva.

## Imagen corporativa
El logotipo actual de Telecinco data de 2008, —cuando se produjo una renovación en la imagen corporativa de Gestevisión Telecinco— y está diseñado por la agencia española Summa Branding. Por otra parte, el nombre «Telecinco» viene de su principal accionista Mediaset, empresa italiana que posee varias cadenas de televisión en Italia. La denominación del canal que se empleaba desde los años 1990 era Tele 5, en referencia al término Canal 5, similar a su modelo italiano.
A lo largo de su historia, Telecinco ha contado con varios logotipos e imágenes corporativas. Sin embargo, no fue hasta 1997, durante la etapa de Maurizio Carlotti, cuando se hizo un mayor énfasis en su estructura corporativa, y eliminaron el logotipo característico de Mediaset para pasar a tener una imagen mucho más estilizada, ágil y dinámica. Destacar que la flor utilizada en los inicios del canal fue inventada por Silvio Berlusconi, distintivo que este usaba como sello en la mayoría de sus propiedades. Por otro lado, a finales de septiembre de 2001 se hizo una versión actualizada de la marca introducida en 1997, que llevó aparejado un cambio en la mosca utilizada por la cadena, pasando a tener un color diferente cada día de la semana.

## Programación

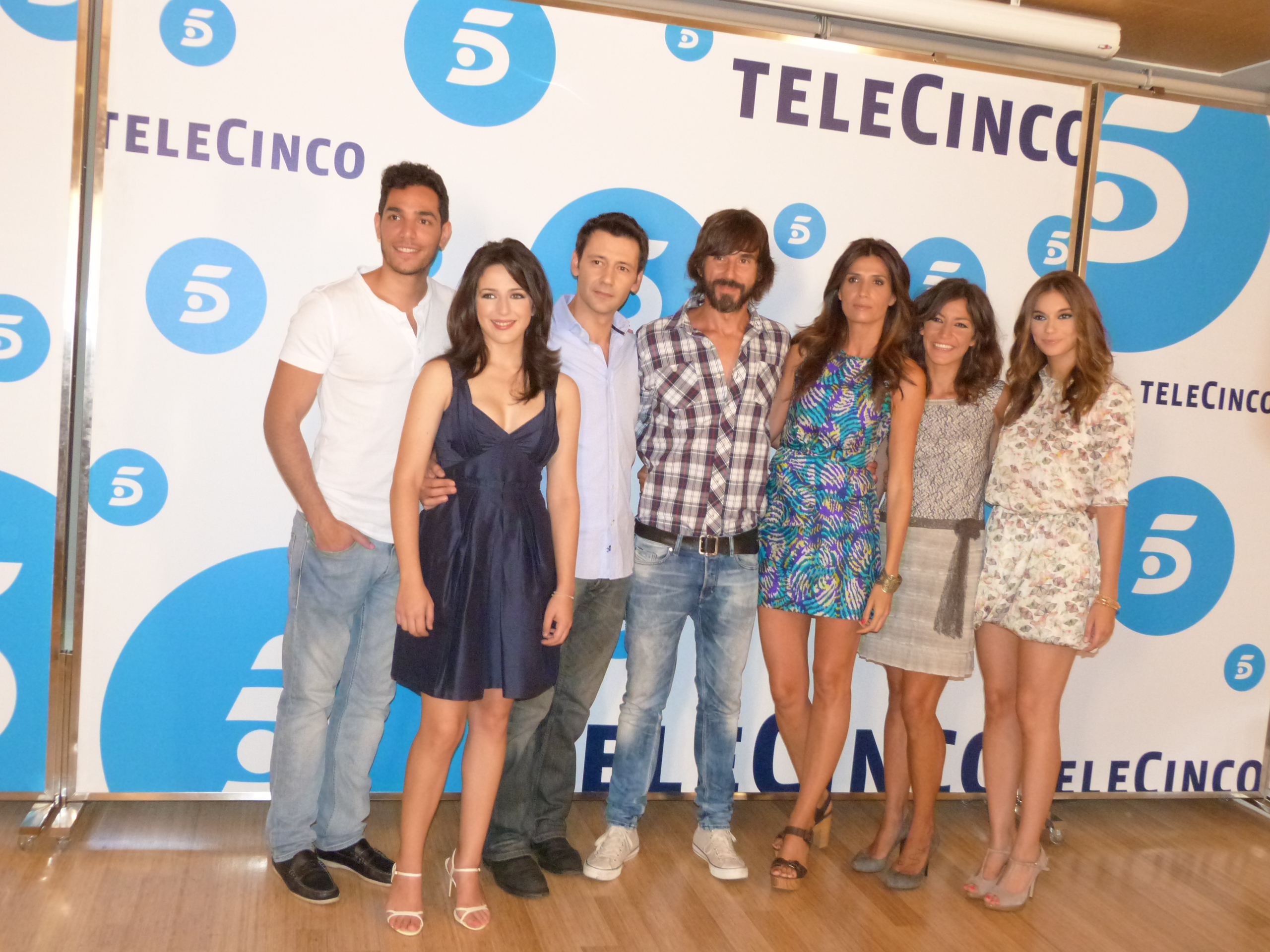
Elenco de Frágiles en la presentación de la serie.

La programación de Telecinco es generalista, y está enfocada a todos los públicos. Buena parte de sus espacios son de producción propia, enfocados a la actualidad, entretenimiento y a reality shows, siendo pionera en la emisión de este tipo de prgramas y también de Call TVs, programas diarios en ''late night'' o series turcas, emitiendo la primera de estas últimas, Ezel, en 2009; lo que indica que es una cadena en cierto modo innovadora.También destacan las series de ficción y el cine. Hasta ahora, la mayoría de series emitidas en este canal son españolas, alguna de ellas son: La que se avecina, Vivir sin permiso o Desaparecidos como las más actuales, y Médico de familia, Los Serrano, 7 vidas, Hospital Central, Aída, El Príncipe, como las más exitosas de la historia de la cadena, a excepción de CSI: Crime Scene Investigation, la longeva ficción americana televisada desde 2000 hasta 2014 (fecha en que la serie pasó a Cuatro).

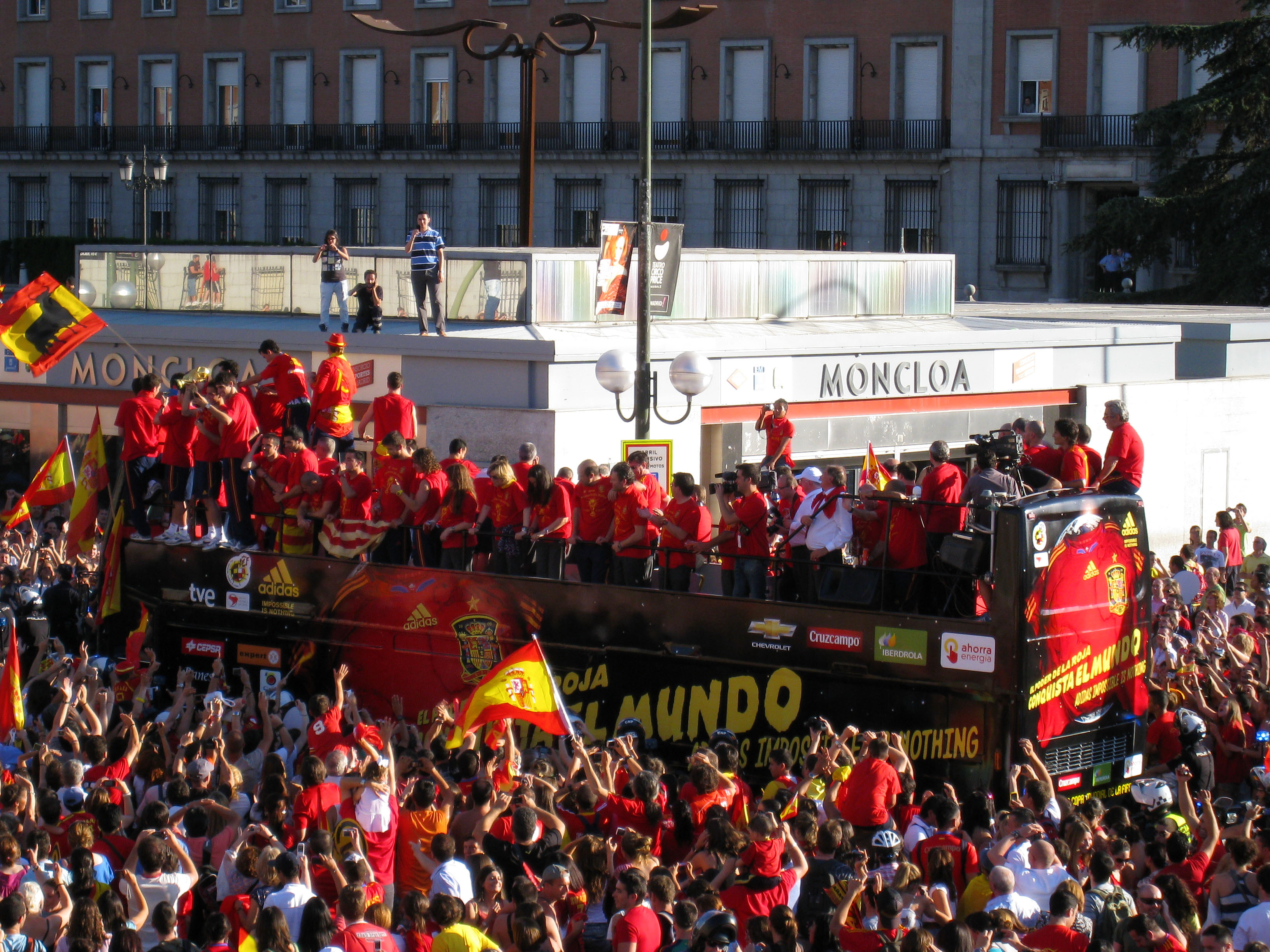
Los jugadores de la Selección Española, durante las celebraciones que tuvieron lugar en Madrid de 2010, tras adjudicarse el campeonato de la Copa Mundial de Fútbol.

Los programas propios que se emiten con mayor audiencia son: Got Talent, La isla de las tentaciones, Gran Hermano, Gran Hermano VIP y Supervivientes. En el lado informativo destaca Informativos Telecinco, mientras que el contenido político, económico y social se trata en La mirada crítica, y la actualidad y el entretenimiento, en El programa de Ana Rosa y Vamos a ver, seguidos del programa de testimonios El diario de Jorge, el espacio de información, actualidad y entretenimiento Tardear y el concurso Agárrate al sillón. Los fines de semana, destaca el programa de actualidad y crónica social Fiesta.
El espacio más longevo del canal es Informativos Telecinco, presente desde 1990, aunque durante esa etapa, nombrado Entre hoy y mañana. En 1997, en coincidencia con el cambio de imagen de la cadena, se potenciaron los informativos y ampliaron tanto su duración como sus contenidos, limitando de lunes a viernes la programación matutina dirigida a la infancia. Al mismo tiempo, adoptaron la marca Informativos Telecinco para denominar así a las noticias del canal, sin embargo, el programa seguiría por mantener los títulos de «Las noticias» y «Entre hoy y mañana». En septiembre de 1998 la emisora hizo desaparecer los títulos individuales de cada edición al implantar «Informativos Telecinco» como nombre definitivo. A partir de estos cambios, la emisora planteó un nuevo decorado en la estructura del plató con la inserción de multipantallas en todas sus ediciones. Destacar que tanto los informativos matinales como los de madrugada se realizaron desde otro estudio situado en la redacción de noticias de la compañía.
Además de estos espacios, Telecinco ha emitido eventos deportivos de gran trascendencia como la Eurocopa, la Copa Mundial de Fútbol, la Fórmula 1, el Campeonato Mundial de Motociclismo, EuroBasket, Copa Mundial de Baloncesto o las finales de Copa del Rey.
En cuanto a sus programas de éxito, en el año 2000 se estrenó Gran Hermano, el primer concurso de telerrealidad emitido en España. La primera edición del reality tuvo una acogida de 7,8 millones de espectadores y 51,2 % de cuota de pantalla, lo que situó al canal como líder de audiencia en los meses de mayo, junio y julio de ese año, siendo la primera vez en su historia en tomar el puesto de liderazgo. Paralelamente, se estrenaron varios magacines y talk shows sobre prensa del corazón, nutridos, en gran medida, con contenidos de los realities y, en algunos casos, con la colaboración de los propios exconcursantes. De este modo, en 2002, irrumpió Salsa rosa en el prime time de los sábados y A tu lado pasaba a ocupar la franja diaria de tardes. Un año después Aquí hay tomate hacía lo propio en la sobremesa. En 2004 se estrenó TNT, tu nueva tentación y en 2005, El programa de Ana Rosa cubrió la marcha de María Teresa Campos tras ocho años en las mañanas. Por su parte, en 2008 comenzó Mujeres y hombres y viceversa dedicado a la búsqueda de pareja, formato que se mantuvo en la cadena hasta su traspaso a Cuatro a principios de 2018. Entre 2009 y 2023, se emitieron los espacios de entretenimiento Sálvame y Deluxe, ambos producidos por La Fábrica de la Tele y destinados a la prensa del corazón. Alrededor de Sálvame se creó un universo con un sello propio, no exento de polémicas, pero con gran popularidad gracias a su equipo de presentadores y colaboradores, tanto en el formato matriz como en su multitud de espacios derivados. Todos estos programas lograron consolidarse como líderes de audiencia en sus respectivas franjas horarias.

## Servicios informativos
El noticiario propio de Telecinco es Informativos Telecinco, presente desde los inicios del canal en 1990. Cuenta con tres ediciones diarias: una matinal de larga duración de lunes a viernes y dos de cuarenta minutos emitidas en horario de sobremesa y noche de lunes a domingo.
Informativos Telecinco hace un repaso a los temas más destacados del día en los ámbitos nacional, internacional, social y deportivo.
En su primera etapa, este espacio —anteriormente llamado Entre hoy y mañana— fue presentado por Luis Mariñas —socio fundador y primer director de los mismos— si bien este, fue el encargado de la puesta en marcha de los servicios informativos del canal poco después de su incorporación el 13 de marzo de 1990. También durante su trayectoria en la cadena se iniciaron otros programas de noticias como La hora de la verdad, Hora límite y Mesa de redacción. En ese tiempo, el informativo tenía apenas una duración de quince minutos a las doce de la noche, sin embargo, en 1997, con el cambio de imagen de la cadena, los informativos ampliaron su duración y también los contenidos. Por otro lado, adoptaron la marca «Informativos Telecinco» para denominar las noticias del canal, aunque al mismo tiempo, se optó por mantener los títulos de «Las noticias» y «Entre hoy y mañana». No obstante, en septiembre de 1998, la emisora hizo desaparecer los títulos individuales de todas sus ediciones al implantar Informativos Telecinco como nombre definitivo.

## Críticas y polémicas

### Sentencias judiciales
El primer canal ha sido fuertemente criticado debido a sus programas acusados de vulgaridad argumental y falta de decencia. Sin ir más lejos, entre marzo de 2007 y marzo de 2008, Telecinco fue la segunda cadena, por detrás de La Sexta, que más veces vulneró el Código de Autorregulación sobre Contenidos Televisivos e Infancia, hasta en quince ocasiones, sobre un total de veintiocho reclamaciones. Por otro lado, desde 2008 el canal acumuló una cantidad de 2,4 millones de euros en pago de indemnizaciones, por vulnerar los derechos contra el honor y la intimidad de las personas. Sin embargo, en el mismo año demandó a La Sexta por emitir sus imágenes en programas de la cadena verde, y en junio del mismo, hizo lo propio con la plataforma de compartición de vídeos, YouTube, por difundir contenidos del canal en su portal de Internet. Finalmente, tras más de dos años de procesos judiciales, en mayo de 2010 la Audiencia Provincial notificó a Telecinco que había ganado el juicio a La Sexta, mientras que en septiembre del mismo año, el magistrado desestimó la demanda presentada por el canal contra YouTube por considerar que el portal de vídeos no está obligado a controlar sus contenidos por ser un «mero intermediario». A pesar de ganarle en 2010 la sentencia a La Sexta, esta presentó un recurso de casación al Tribunal Supremo pero, después de un largo proceso, en febrero de 2013, el órgano constitucional desestimó el trámite y confirmó la condena a Sé lo que hicisteis... en favor de Telecinco.

### El término«telebasura»
A pesar de la audiencia y popularidad de sus programas, la proliferación de realities y programas del corazón también situaron a este canal como una de las televisiones más criticadas por la emisión de la llamada «telebasura». Espacios como Salsa rosa, A tu lado o Aquí hay tomate recibieron varias condenas judiciales por intromisión al derecho, al honor y a la intimidad de las personas y acumulan desde 2008, unos valores estimados superiores a 2,4 millones de euros en demandas.
El debate sobre la telebasura se acentuó a mediados de 2003, cuando el entonces presidente del Gobierno, José María Aznar, criticó a los altos cargos de las cadenas de televisión como responsables de su mala programación. Poco después, en junio del mismo año, Paolo Vasile anunciaba la decisión de no renovar el controvertido Hotel Glam, espacio que definió como «un error de la cadena», y se cancelaba A corazón abierto, una serie de reportajes con cámara oculta sobre la vida privada de los famosos. Seis meses después, el director y otros responsables del programa A tu lado fueron despedidos, según la cadena, por la emisión «de contenidos incompatibles con la línea editorial». Tiempo más tarde, en concreto noviembre de 2011, el canal volvió a entrar en una profunda crisis con la fuga de anunciantes y sugirió a sus empleados medidas para flexibilizar significativamente todos los contenidos. Hasta 2023, destacaron Sálvame, Deluxe y El programa de Ana Rosa, tres de los espacios que se retroalimentaban básicamente de contenidos del corazón y de reality shows.

### El escándalo de Gran Hermano Revolution 2017
En 2017, Carlota Prado, una concursante de este reality habría sufrido en la casa un presunto abuso sexual por parte de otro concursante durante la noche. Ante estos hechos, él tardó varias horas en ser expulsado a la mañana siguiente.
Dos años después, el diario El Confidencial publicó un vídeo en el que se mostraba cómo la organización obligó a la concursante a ver el vídeo de los abusos en el confesionario de manera explícita y sin ningún tipo de apoyo psicológico. Así se creó un importante revuelo mediático a nivel internacional. Como consecuencia varias empresas retiraron su publicidad de los espacios con la marca Gran Hermano, mientras Mediaset intentaba silenciar la información.

## Evolución de la compañía

### Emisión en TDT
En relación con el Plan Técnico Nacional de la televisión digital terrestre, aprobado por el Real Decreto 2169/1998 el 9 de octubre de 1998, en febrero de 2002, Telecinco comenzó a emitir a través del dial 65 de Canal Satélite Digital y el 3 de abril del mismo año se inició el encendido digital, donde retransmitió la misma programación en ambas señales hasta el 2 de abril de 2010, día en que se produjo el apagón analógico. Más tarde, el 30 de noviembre de 2005, dos nuevos canales temáticos, exclusivamente digitales, emprendieron su lanzamiento en televisión los cuales adoptaron la marca principal: por un lado Telecinco Sport, dedicado al deporte y por otro Telecinco Estrellas, centrado en ficción y entretenimiento. En diciembre de 2007 se pone en marcha un cuarto canal, Cincoshop, dedicado a la televenta, sin embargo, a mediados de febrero de 2008, el grupo de comunicación sustituyó estas emisoras por Telecinco 2 y FDF Telecinco, posteriormente La Siete y Factoría de Ficción.
Con motivo de la fusión de Gestevisión Telecinco y Sogecuatro, la compañía Mediaset España pasó a tener un total de ocho canales digitales en abierto siendo Telecinco, Cuatro, La Siete, Factoría de Ficción, Boing, Divinity, Energy y Nueve, además de Telecinco HD y Cuatro HD, las señales en alta definición de las principales cadenas generalistas del grupo. Sin embargo, tres años después, La Siete y Nueve cesaron sus emisiones y en 2016 empezaron las emisiones de Be Mad y pasó a controlar siete.
El 20 de septiembre de 2010, se lanzó la versión en pruebas de Telecinco en alta definición, y dos días después, su difusión era oficial la cual comenzó a emitir en TDT bajo la marca Telecinco HD. En cuanto a su imagen corporativa, esta permaneció hasta febrero de 2012 con su logotipo inicial de tonos oscuros, gris metalizado y sin transparencias. Tras la implantación del nuevo diseño en todos los canales de Mediaset España, la División Técnica del grupo unificó su imagen con la estándar del canal e insertó su mosca dentro de una esfera tridimensional de color azul semi-eléctrico y se añadió el rótulo HD.

## Cine
Según la ley 7/2010, de 31 de marzo, General de la Comunicación Audiovisual, «los prestadores del servicio de comunicación audiovisual televisiva de cobertura estatal o autonómica deberán contribuir anualmente a la financiación anticipada de la producción europea de películas cinematográficas, películas y series para televisión, así como documentales y películas y series de animación, con el 5 por 100 de los ingresos devengados en el ejercicio anterior conforme a su cuenta de explotación». Telecinco Cinema es la sociedad del grupo encargada de la producción cinematográfica, llegando a convertirse en un referente de la industria del cine español. Ha producido películas exitosas como Lo imposible, Ágora, Alatriste, Ocho apellidos vascos, No habrá paz para los malvados, Un monstruo viene a verme, Spanish Movie o Las aventuras de Tadeo Jones.

## Audiencias
«Evolución de la cuota de pantalla mensual y anual», según las mediciones de audiencia elaborados en España por Kantar Media. Están en azul los meses en que fue líder de audiencia, en verde los máximos históricos y en rojo los mínimos históricos.
| Año  | Enero  | Febrero   | Marzo     | Abril  | Mayo   | Junio  | Julio  | Agosto | Septiembre | Octubre | Noviembre | Diciembre | Media anual |
| ---- | ------ | --------- | --------- | ------ | ------ | ------ | ------ | ------ | ---------- | ------- | --------- | --------- | ----------- |
| 1990 | -      | -         | 5,5 %*    | 6,4 %  | 7,1 %  | 8,4 %  | 6,6 %  | 5,9 %  | 8,0 %      | 8,9 %   | 10,4 %    | 10,5 %    | 6,5 %**     |
| 1991 | 10,5 % | 12,0 %    | 13,9 %    | 15,2 % | 14,9 % | 16,3 % | 18,5 % | 18,6 % | 18,5 %     | 17,0 %  | 18,4 %    | 18,4 %    | 15,9 %      |
| 1992 | -      | -         | -         | -      | -      | 20,5 % | 22,8 % | 26,0 % | 21,0 %     | -       | -         | -         | 20,7 %      |
| 1993 | 22,8 % | 21,6 %    | 21,9 %    | 22,5 % | 21,8 % | 22,3 % | 20,3 % | 23,1 % | -          | -       | 19,9 %    | -         | 21,4 %      |
| 1994 | 20,1 % | 19,9 %    | 20,2 %    | 19,2 % | 20,1 % | 19,4 % | 17,4 % | 18,8 % | 17,9 %     | 18,2 %  | 18,3 %    | 18,4 %    | 19,0 %      |
| 1995 | 18,2 % | 18,7 %    | 18,3 %    | 17,7 % | 17,9 % | 17,7 % | 17,6 % | 17,9 % | 19,2 %     | 18,5 %  | 19,9 %    | 19,3 %    | 18,5 %      |
| 1996 | 19,1 % | 18,7 %    | 19,9 %    | 20,8 % | 21,2 % | 20,0 % | 17,8 % | 18,7 % | 20,7 %     | 21,9 %  | 21,8 %    | 21,2 %    | 20,2 %      |
| 1997 | 22,1 % | 22,5 %    | 21,4 %    | 22,8 % | 23,0 % | 22,9 % | 20,8 % | 19,0 % | 20,0 %     | 21,5 %  | 21,8 %    | 20,8 %    | 21,7 %      |
| 1998 | 19,8 % | 20,0 %    | 20,6 %    | 20,6 % | 20,9 % | 21,9 % | 19,6 % | 18,6 % | 20,7 %     | 20,8 %  | 20,8 %    | 20,2 %    | 20,4 %      |
| 1999 | 20,6 % | 20,9 %    | 20,8 %    | 21,2 % | 20,6 % | 22,3 % | 21,4 % | 18,8 % | 20,7 %     | 21,7 %  | 21,4 %    | 21,5 %    | 21,0 %      |
| 2000 | 21,0 % | 21,0 %    | 21,7 %    | 21,9 % | 26,5 % | 25,4 % | 25,6 % | 20,9 % | 20,5 %     | 21,7 %  | 21,3 %    | 20,0 %    | 22,3 %      |
| 2001 | 20,6 % | 20,7 %    | 21,3 %    | 22,6 % | 22,3 % | 23,8 % | 21,0 % | 19,9 % | 20,6 %     | 20,7 %  | 19,9 %    | 18,8 %    | 21,1 %      |
| 2002 | 18,3 % | 18,4 %    | 18,4 %    | 20,0 % | 21,9 % | 21,6 % | 20,1 % | 18,9 % | 20,1 %     | 21,8 %  | 21,9 %    | 21,3 %    | 20,3 %      |
| 2003 | 21,5 % | 20,7 %    | 22,1 %    | 22,1 % | 22,0 % | 21,6 % | 20,1 % | 18,6 % | 20,8 %     | 22,1 %  | 22,3 %    | 21,4 %    | 21,4 %      |
| 2004 | 21,8 % | 21,9 %    | 22,6 %    | 22,3 % | 22,8 % | 23,1 % | 22,9 % | 19,0 % | 22,2 %     | 22,2 %  | 22,4 %    | 21,4 %    | 22,1 %      |
| 2005 | 22,6 % | 22,1 %    | 22,8 %    | 22,7 % | 23,6 % | 22,3 % | 22,6 % | 20,8 % | 22,6 %     | 22,7 %  | 21,2 %    | 20,9 %    | 22,3 %      |
| 2006 | 21,8 % | 21,0 %    | 21,5 %    | 21,3 % | 22,4 % | 21,4 % | 21,9 % | 20,6 % | 21,1 %     | 21,6 %  | 21,5 %    | 20,2 %    | 21,2 %      |
| 2007 | 20,8 % | 19,9 %    | 20,0 %    | 20,1 % | 20,9 % | 20,7 % | 20,2 % | 19,0 % | 21,1 %     | 21,5 %  | 20,5 %    | 19,0 %    | 20,3 %      |
| 2008 | 19,0 % | 19,2 %    | 19,0 %    | 19,1 % | 19,6 % | 18,7 % | 17,8 % | 14,9 % | 17,8 %     | 18,0 %  | 17,6 %    | 16,2 %    | 18,1 %      |
| 2009 | 15,6 % | 14,9 %    | 15,0 %    | 14,6 % | 14,9 % | 15,9 % | 13,8 % | 14,1 % | 16,1 %     | 15,2 %  | 15,2 %    | 15,1 %    | 15,1 %      |
| 2010 | 14,8 % | 15,3 %    | 14,5 %    | 14,6 % | 14,7 % | 15,4 % | 15,7 % | 13,3 % | 13,6 %     | 14,7 %  | 14,0 %    | 13,8 %    | 14,6 %      |
| 2011 | 13,4 % | 14,4 %    | 14,3 %    | 13,1 % | 14,3 % | 15,0 % | 15,7 % | 14,3 % | 13,7 %     | 14,0 %  | 14,4 %    | 14,1 %    | 14,2 %      |
| 2012 | 13,8 % | 13,7 %    | 13,9 %    | 13,0 % | 14,0 % | 16,0 % | 13,3 % | 12,2 % | 13,8 %     | 14,9 %  | 14,3 %    | 13,2 %    | 13,9 %      |
| 2013 | 13,3 % | 13,5 %    | 13,1 %*** | 13,6 % | 13,4 % | 14,5 % | 12,5 % | 12,2 % | 12,9 %     | 14,1 %  | 14,0 %    | 14,0 %    | 13,5 %      |
| 2014 | 13,3 % | 14,8 %    | 14,8 %    | 13,9 % | 15,4 % | 15,9 % | 15,5 % | 13,0 % | 14,2 %     | 15,2 %  | 14,6 %    | 13,8 %    | 14,5 %      |
| 2015 | 14,2 % | 15,4 %    | 15,3 %    | 14,8 % | 15,4 % | 15,2 % | 14,6 % | 13,2 % | 14,9 %     | 15,1 %  | 15,1 %    | 14,4 %    | 14,8 %      |
| 2016 | 13,9 % | 14,7 %    | 14,7 %    | 15,4 % | 15,1 % | 17,1 % | 14,7 % | 12,3 % | 14,1 %     | 13,8 %  | 14,4 %    | 12,8 %    | 14,4 %      |
| 2017 | 13,0 % | 13,5 %    | 14,1 %    | 13,4 % | 14,4 % | 14,4 % | 13,8 % | 12,5 % | 12,7 %     | 12,3 %  | 13,2 %    | 12,1 %    | 13,3 %      |
| 2018 | 12,4 % | 12,9 %*** | 14,2 %    | 15,2 % | 14,8 % | 15,8 % | 14,4 % | 11,9 % | 13,9 %     | 14,9 %  | 14,9 %    | 13,4 %    | 14,1 %      |
| 2019 | 14,3 % | 14,6 %    | 14,4 %    | 14,1 % | 15,4 % | 15,5 % | 14,7 % | 12,7 % | 15,0 %     | 15,7 %  | 15,8 %    | 15,3 %    | 14,8 %      |
| 2020 | 13,6 % | 14,9 %    | 14,3 %    | 14,5 % | 15,5 % | 15,4 % | 14,9 % | 13,3 % | 14,0 %     | 14,8 %  | 15,9 %    | 14,0 %    | 14,6 %      |
| 2021 | 13,8 % | 15,2 %    | 16,3 %    | 16,2 % | 15,2 % | 16,8 % | 17,1 % | 13,1 % | 13,8 %     | 14,4 %  | 14,0 %    | 13,2 %    | 14,9 %      |
| 2022 | 13,1 % | 13,5 %    | 11,9 %    | 12,1 % | 13,1 % | 13,2 % | 13,1 % | 11,0 % | 12,1 %     | 12,3 %  | 11,5 %    | 10,7 %    | 12,3 %      |
| 2023 | 10,5 % | 11,0 %    | 11,2 %    | 11,4 % | 11,5 % | 11,0 % | 9,3 %  | 9,0 %  | 9,6 %      | 9,7 %   | 9,7 %     | 10,0 %    | 10,4%       |
| 2024 | 9,9 %  | 10,3 %    | 10,6 %    | 10,7 % | 10,5 % | 10,0 % | 9,7 %  | 8,6 %  | 9,5 %      | 9,7 %   | 9,3 %     | 8,9 %     | 9,8%        |
| 2025 | 8,7 %  | 9,6 %     | 10,7 %    | 10,4%  | 9,8%   | 10,2%  | 9,2%   |        |            |         |           |           |             |

(*) La cadena empieza a emitir en abierto desde el 3 de marzo por lo que en sus 28 días de emisión obtiene un 6,1 % en el acumulado y una media de 5,5 % durante todo el mes.
(**) La media anual es del 6,5 %, pero no se considera mínimo histórico al no haber recogido las audiencias de todos días del año.(***) En agosto de 2021 Antena 3 y Telecinco empataron en cuota de pantalla pero si miramos las centésimas y las milésimas la cadena de Atresmedia lideró con un 13,121 % frente al 13,109 % de la de Mediaset España. Si aplicamos esto también a los otros dos empates ganaría Telecinco.

## Señal en alta definición

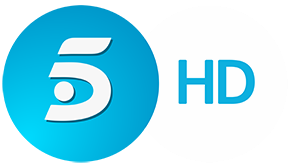
Logotipo de Telecinco durante las emisiones en HD

### Inicio de emisiones en HD
Telecinco HD empezó emisiones el 20 de septiembre de 2010, siendo el primer canal privado de España en emitir en HD por TDT.